# Liste de peintures de Marie-Guillemine Benoist
Cet article récapitule de façon chronologique les peintures réalisées par l'artiste peintre française Marie-Guillemine Benoist, née Le Roux de La Ville (1768-1826).

## Peinture
| Image | Titre                                                                                   | Date                          | Technique et dimensions                                     | Notes | Lieu de conservation                                                               | Références                                                         |
| ----- | --------------------------------------------------------------------------------------- | ----------------------------- | ----------------------------------------------------------- | --- | ---------------------------------------------------------------------------------- | ------------------------------------------------------------------ |
|       | Portrait de René Delaville-Leroulx                                                      | 1784 (vers)                   | Huile sur toile ovale 93 × 60 cm                            | Portrait du père de l'artiste. Exposition de la Jeunesse, 1784. Vente aux enchères, La Flèche, Cyril Duval, 16 juin 2017, lot 250. | Collection privée                                                                  | Auction.fr / Cyril Duval (lien archivé) Reuter, no 1               |
|       | Tête d'étude                                                                            | 1784 (vers)                   | Pastel                                                      | Exposition de la Jeunesse, 1784. | Inconnu                                                                            | Reuter, no 2 Jeffares, no J.142.104                                |
|       | Tête d'étude, dans le goût antique                                                      | 1784 (vers)                   | Pastel                                                      | Exposition de la Jeunesse, 1784. | Inconnu                                                                            | Reuter, no 2 Jeffares, no J.142.104                                |
|       | Portrait de Joseph Delaville Le Roulx                                                   | 1784 (vers)                   |                                                             | Portrait de l'oncle de l'artiste. Conservé en 1914 à Paris chez la veuve de Joseph Delaville Le Roulx, arrière-petit-fils et homonyme du modèle. | Inconnu                                                                            | Reuter, no 3 Ballot, p. 253                                        |
|       | Portrait du Dauphin Louis-Joseph de France (d'après Élisabeth Vigée Le Brun)            | 1784-1786 (vers)              | Huile sur toile ovale 63 × 55,5 cm                          | Œuvre en relation : Élisabeth Vigée Le Brun, Madame Royale et son frère, le dauphin Louis-Joseph Xavier François de France, 1784 (Versailles, musée national du château de Versailles et de Trianon). Vendu par un antiquaire parisien en 2021. | Collection privée                                                                  | Lien archivé. Non catalogué par Reuter.                            |
|       | Deux jeunes personnes                                                                   | 1785 (vers)                   |                                                             | Exposition de la Jeunesse, 1785 (Deux jeunes personnes, l'une assise, l'autre debout à côté d'elle) | Inconnu                                                                            | Reuter, no 4                                                       |
|       | Tête d'une Didon, à la couronne                                                         | 1785 (vers)                   | Pastel                                                      | Exposition de la Jeunesse, 1785 | Inconnu                                                                            | Reuter, no 5 Jeffares, no J.142.101                                |
|       | Tête de femme, étude dans le genre historique                                           | 1785 (vers)                   | Pastel                                                      | Salon de la Correspondance, 1785, no 19 | Inconnu                                                                            | Jeffares, no J.142.103                                             |
|       | Tête d'étude de femme                                                                   | 1785 (vers)                   | Pastel                                                      | Salon de la Correspondance, 1785, no 47 | Inconnu                                                                            | Jeffares, no J.142.102                                             |
|       | Portrait de Charles-Albert Demoustier                                                   | 1785 (vers)                   | Huile sur toile 132 × 93 cm                                 | Exposition de la Jeunesse, 1785 (Portrait d'un homme de lettres). Exposition des femmes peintres du XVIIIe siècle, Paris, 1926, no 1. Ancienne collection Lucien Kraemer, Paris, dispersée avant la Seconde Guerre mondiale. | Inconnu                                                                            | Reuter, no 6                                                       |
|       | Autoportrait copiant le Bélisaire et l’enfant à mi-corps de David                       | 1786                          | Huile sur toile 95,7 × 78,5 cm                              | L'artiste se représente peignant Bélisaire et l’enfant à mi-corps (Rome, 1780) de son maître Jacques-Louis David, une version préliminaire du Bélisaire demandant l'aumône. Exposition de la Jeunesse, 1786. Acquis par le Staatliche Kunsthalle Karlsruhe en 2020,. | Staatliche Kunsthalle Karlsruhe 3029                                               | Reuter, no 8 Musée                                                 |
|       | Jeune femme dans un paysage                                                             | 1787                          | Huile sur toile 73 × 60 cm                                  | Vendu par la galerie Didier Aaron en 2011. | Collection particulière                                                            | Non catalogué par Reuter.                                          |
|       | Clarisse Harlowe chez l'Archer                                                          | 1787                          |                                                             | Inspiré du roman Clarisse Harlowe de Samuel Richardson. Description : « On y voit [Clarisse Harlowe] à genoux devant une table chargée de quelques lettres, son coude appuyé sur le bord de la table, et la tête appuyée sur sa main. (...) Le jour qui éclaire la prison est double & heureusement contrasté. Il vient à grands jets, par une fenêtre grillée, percer les masses d’ombre que les rideaux d’un lit épaississent au milieu de ce sombre asile, et par une porte qui s’ouvre à la partie opposée, sur laquelle on distingue deux personnages qui observent Clarisse, un jour qui paraît venir d’un certain éloignement, répand quelques faibles rayons. » (orthographe modernisée) Exposition de la Jeunesse, 1787. | Inconnu                                                                            | Reuter, no 9                                                       |
|       | Le Capitaine Morden rendant visite à Clarisse Harlowe la veille de sa mort              | 1788                          |                                                             | Inspiré du roman Clarisse Harlowe de Samuel Richardson. Description : « Clarisse est endormie. (...) La figure de Morden, qui se groupe très bien avec deux autres, est d’une expression excellente; on y voit sa douleur amère à la vue de l’intéressante victime de Lovelace; et on ne peut la regarder sans partager son indignation. » (orthographe modernisée) Exposition de la Jeunesse, 1788. | Inconnu                                                                            | Reuter, no 10                                                      |
|       | L'Innocence entre le Vice et la Vertu                                                   | 1790                          | Huile sur toile 87 × 115 cm                                 | Salon de 1791, no 273 | Collection privée                                                                  | Reuter, no 12 ,.                                                   |
|       | Les Adieux de Psyché à sa famille                                                       | 1791 (vers)                   | Huile sur toile 111 × 145 cm                                | Salon de 1791, no 164 Vente aux enchères en ligne, Vasari (Bordeaux), 4 juillet 2020, lot 10 Vendu par la Matthiesen Gallery de Londres en 2022 (catalogue dédié à l'oeuvre) au FAMSF. | Legion of Honor, Fine Arts Museums of San Francisco (FAMSF) 2022.2                 | Reuter, no 11 Musée Vasari Matthiesen Artnet News                  |
|       | Sapho                                                                                   | 1795 (vers)                   |                                                             | Salon de 1795, no 300, Tableaux (sic) représentant Sapho | Inconnu                                                                            | Reuter, no 13                                                      |
|       | Portrait d'homme                                                                        | 1795 (vers)                   |                                                             | Salon de 1795, no 301, Portrait d'homme | Inconnu                                                                            | Reuter, no 14                                                      |
|       | Portrait de l'artiste                                                                   | 1795 (vers)                   |                                                             | Autoportrait de profil à droite, en buste. Salon de 1795, no 302, Tête de femme (selon le livret) ou Portrait de l'artiste (selon les archives de l'exposition) Œuvre en relation : Mme Benoist, gravure d'Auguste Delvaux non datée d'après l'autoportrait de l'artiste (voir illustration ci-contre). | Inconnu                                                                            | Reuter, no 15                                                      |
|       | Portrait de l'artiste                                                                   | 1796 (vers)                   | Huile sur toile ovale 73 × 60 cm                            | Autoportrait Peut-être Salon de 1796, no 21 bis (L'un des deux portraits ovales de femmes) Collection de Denys Cochin (descendant de l'artiste) à Paris en 1914. Œuvres en relation : Au moins 1 réplique et 3 copies conservées dans la descendance de l'artiste en 1914,. | Collection privée                                                                  | Reuter, no 16                                                      |
|       | Prosper et Denys                                                                        | 1797 (vers)                   | Huile sur toile 45,5 × 38 cm                                | Portrait de Prosper (1794-1858) et Denys Benoist (1796-1880), fils de l'artiste. Collection d'André de Manneville (descendant de l'artiste) à Paris en 1914. | Collection privée                                                                  | Reuter, no 19 Ballot, p. 247                                       |
|       | Portrait de M. de Briche                                                                | 1795-1799 (époque Directoire) | Huile sur toile ovale 66 × 57 cm                            | Exposition des femmes peintres du XVIIIe siècle, Paris, 1926, no 4. Collection de la comtesse de Jonquières en 1926. | Inconnu                                                                            | Reuter, no 21                                                      |
|       | Portrait de Mme de Briche                                                               | 1795-1799 (époque Directoire) | Huile sur toile ovale 66 × 57 cm                            | Exposition des femmes peintres du XVIIIe siècle, Paris, 1926, no 5. Collection de la comtesse de Jonquières en 1926. | Inconnu                                                                            | Reuter, no 20                                                      |
|       |                                                                                         |                               |                                                             | |                                                                                    |                                                                    |
|       |                                                                                         |                               |                                                             | |                                                                                    |                                                                    |
|       | Portrait d’Auguste Benoist-Cavay                                                        | 1800                          |                                                             | Portrait du beau-frère de l'artiste. Connu par la correspondance de l'artiste. Anciennement au château de La Motte Baracé. | Inconnu                                                                            | Reuter, no 30 Ballot, p. 248                                       |
|       | Portrait d'une femme noire Portrait présumé de Madeleine Portrait d'une négresse        | 1800                          | Huile sur toile 81 × 65 cm                                  | Salon de 1800, no 238 (Portrait d’une négresse) Achat par l'État à l'artiste en 1818 avec la Lecture de la Bible, la Diseuse de bonne aventure et la Sorcière. | Musée du Louvre, département des peintures INV 2508, L 3597                        | Musée Reuter, no 31                                                |
|       |                                                                                         |                               |                                                             | |                                                                                    |                                                                    |
|       |                                                                                         |                               |                                                             | |                                                                                    |                                                                    |
|       |                                                                                         |                               |                                                             | |                                                                                    |                                                                    |
|       | Portrait de Zoé Talon, future comtesse du Cayla                                         | 1801                          | Huile sur toile 101 × 81 cm                                 | Salon de 1802, no 16 (Portrait d’une jeune personne). Contre-épreuve d'un croquis du tableau par Monsaldy conservé à la Bibliothèque nationale de France (BNF) | Collection privée                                                                  | Reuter, no 33                                                      |
|       | Madame Philippe Panon Desbassayns de Richemont (Jeanne Eglé Mourgue) et son fils Eugène | 1802                          | Huile sur toile 116,8 × 89,5 cm                             | Salon de 1802, no 17 (Portrait d'une jeune femme avec un enfant). Œuvres en relation : Au moins six copies du tableau existent (l'une d'elles attribuée à M.-G. Benoist), dont au moins deux variantes montrant la femme sans l'enfant. | Metropolitan Museum of Art 53.61.4                                                 | Musée Oppenheimer 1996 Reuter, no 34                               |
|       | Une jeune fille portant deux pots de fleurs                                             | 1802                          | Huile sur toile 92 × 73,5 cm                                | Salon de 1802, no 18 (Une jeune fille portant deux pots de fleurs. Portrait). Collection d'André de Manneville (descendant de l'artiste) à Paris en 1914. | Collection privée                                                                  | Reuter, no 35 Ballot, p. 151-152, 248                              |
|       | La Sorcière, tête d'étude                                                               | 1802                          | 73 × 60 cm                                                  | Description : « Une vieille femme vue de face, se tient la tête dans les deux mains, et appuie les coudes sur une table où sont arrangées des cartes. On aperçoit à gauche la tête d'une jeune fille endormie. » Salon de 1802, no 19. Achat par l'État à l'artiste en 1818 avec le Portrait d'une négresse, la Lecture de la Bible et la Diseuse de bonne aventure. D'abord exposé au musée des artistes vivants (Luxembourg), transféré ensuite au château de Compiègne, puis à la maison d'éducation de la Légion d'honneur à Saint-Denis, d'où il disparaît en 1870-1871 durant l'occupation prussienne. | Inconnu                                                                            | Reuter, no 36                                                      |
|       |                                                                                         |                               |                                                             | |                                                                                    |                                                                    |
|       | Bonaparte, Premier Consul                                                               | 1804                          | Huile sur toile 240 × 173 cm                                | Commande d'État à l'artiste. Offert par Napoléon à la ville de Gand. | Hôtel de ville de Gand                                                             | Reuter, no 37                                                      |
|       | Portrait de Napoléon Bonaparte                                                          | 1804 ou après                 | Huile sur toile 85 × 74 cm                                  | | Musée du Service de santé des armées (Val-de-Grâce) Inv. nat. 1865                 | Reuter, no 38                                                      |
|       | Portrait de Bonaparte en habit de consul                                                | 1804 ou après                 | Grisaille, huile sur bois 50 × 45 cm                        | Médaillon en grisaille grandeur nature. | Bibliothèque de l'Institut de France Fonds Larrey, Objet 163                       | Calames catalogue d'exposition                                     |
|       |                                                                                         |                               |                                                             | |                                                                                    |                                                                    |
|       | Portrait de Madame Maret                                                                | 1804                          |                                                             | Portrait de Marie-Madeleine Lejéas (1780-1827), épouse (1801) de Hugues-Bernard Maret, futur duc de Bassano. Elle est représentée avec un châle vert. Salon de 1804, no 14 (Portrait de Mme M***). | Inconnu                                                                            | Reuter, no 39                                                      |
|       | Portrait de la comtesse d'Autichamp                                                     | 1803-1804                     |                                                             | Portrait d'Élisabeth de Vassé (1781-1848), épouse (1797) de Charles d'Autichamp. Salon de 1804, no 15 (Portrait de Mme A*** ou Portrait de Mme d'A***). Contre-épreuve d'un croquis du tableau par Monsaldy conservé à la Bibliothèque nationale de France (BNF), permettant de connaître la composition : Mme d'Autichamp est représentée dans un paysage ouvert, vêtue d'une robe droite ceinturée sous la poitrine, avec un grand châle posé sur ses genoux. Encore conservé dans la descendance du modèle chez le comte Charles d'Autichamp à Poitiers en 1914. | Inconnu                                                                            | Reuter, no 40 Ballot, p. 162-163, 249                              |
|       | Portrait de Mlle L.                                                                     | 1804 (vers)                   |                                                             | Peut-être un portrait de Mlle Lagand (?). Salon de 1804, no 16 (Portrait de Mlle L***) | Inconnu                                                                            | Reuter, no 41                                                      |
|       | Portrait de Mlle F.                                                                     | 1804 (vers)                   |                                                             | Salon de 1804, no 17 (Portrait de Mlle F***) | Inconnu                                                                            | Reuter, no 42                                                      |
|       | Portrait du baron Larrey                                                                | 1804 (vers)                   | Huile sur toile 117 × 89,5 cm                               | Portrait de Dominique-Jean Larrey, beau-frère de l'artiste. Salon de 1804, no 18 (Portrait de M. L***). Identifié par Oppenheimer 1996 à l'aide d'une contre-épreuve d'un croquis du tableau par Monsaldy conservé à la BNF. Œuvre en relation : - copie anonyme d'après Benoist (musée du Louvre, en dépôt au musée de l'Armée). - copie autographe en buste au musée du Service de santé des armées. | musée des Augustins de Toulouse, RO 339                                            | Musée Oppenheimer 1996 Reuter, no 43                               |
|       | Portrait de Dominique Larrey                                                            | 1804 (vers)                   | Huile sur toile 65,5 × 56 cm                                | Copie en buste d'après le portrait original au musée des Augustins de Toulouse. | Musée du Service de santé des armées (Val-de-Grâce) Inv. nat. 1864 / 2006.1824     | Reuter, no 43                                                      |
|       | Une jeune fille chantant pour distraire son vieux père aveugle                          | 1804                          |                                                             | Salon de 1804, no 19. Contre-épreuve d'un croquis du tableau par Monsaldy conservé à la Bibliothèque nationale de France (BNF). | Inconnu                                                                            | Reuter, no 44                                                      |
|       | Portrait de Madame Chaptal                                                              | 1804                          |                                                             | Portrait de Françoise Chaptal, née Brunel (1721-1789). Commandé à l'artiste par Jean-Antoine Chaptal, ministre de l'Intérieur, fils du modèle. | Inconnu                                                                            | Reuter, no 45                                                      |
|       |                                                                                         |                               |                                                             | |                                                                                    |                                                                    |
|       | Portrait de Guillaume Marie-Anne Brune, maréchal de France                              | 1805                          | Huile sur toile 220 × 143 cm                                | L'un des 18 portraits de maréchaux commandés en mars 1805 sur l'ordre de Napoléon pour la galerie des Tuileries. Payé 2 000 francs. Oeuvres en relation : - copie en pied par Eugène Battaille, 1853, huile sur toile, 219 × 143 cm, Versailles, musée national du château de Versailles et de Trianon, MV 1132,. - copie en buste par Rose-Jeanne Fajon, 1834, huile sur toile, 73,5 × 60 cm, Paris, musée de l'Armée, Inv. 6-11 ; Ea57 ; 44723. - gravure par Coutenau, vers 1839, pour les Galeries historiques de Versailles de Charles Gavard | Détruit en mai 1871 dans l'incendie des Tuileries                                  | Reuter, no 46                                                      |
|       |                                                                                         |                               |                                                             | |                                                                                    |                                                                    |
|       | Portrait de Claude-Ignace Brugière, baron de Barante                                    | 1805                          | Huile sur toile 114 × 87 cm                                 | Conservé au château de Barante jusqu'à la dispersion de ses collections aux enchères, Clermont-Ferrand, Vassy-Jalenques, 5 novembre 2016, lot 141. | Collection privée                                                                  | Non catalogué par Reuter.                                          |
|       |                                                                                         |                               |                                                             | |                                                                                    |                                                                    |
|       | Portrait du grand maître des cérémonies, Louis-Philippe de Ségur                        | 1806                          | Huile sur toile 218,5 × 142,5 cm                            | Description : « Vêtu du costume de sa charge, le comte debout semble marcher, il pose la main gauche sur la poignée de son épée, de la droite il tient une canne et son chapeau; dans le fond un large rideau se relève sur un paysage. » Commande faisant partie de la série des portraits des ministres et grands officiers civils de l'Empire commandés en 1806 sur ordre de Napoléon. Payé 4 000 francs. Donné au comte de Ségur en 1818. Oeuvre en relation : Louis-Philippe, comte de Ségur (1753-1832), huile sur toile, 92,5 × 74,5 cm, musée national des châteaux de Versailles et de Trianon, MV 5963 (don du comte Louis de Ségur), peut-être une copie anonyme à mi-corps du portrait original.                      | Inconnu                                                                            | Reuter, no 47                                                      |
|       |                                                                                         |                               |                                                             | |                                                                                    |                                                                    |
|       | Portrait d'Élisa Bonaparte, grande-duchesse de Toscane                                  | 1806                          | Huile sur toile 214 × 129 cm                                | Portrait d'Élisa Bonaparte | Museo Nazionale di palazzo Mansi (Lucques) inv. Com. 207                           | Curtura italia Catalogo generale dei beni culturali Reuter, no 48  |
|       | Portrait de Félix Baciocchi                                                             | 1806                          | Huile sur toile 206 × 125 cm                                | | Museo napoleonico di Roma MN 202                                                   | Notice Reuter, no 49                                               |
|       | Deux jeunes enfants avec un nid d’oiseaux (Prosper et Denys Benoist)                    | 1806 (vers)                   | Huile sur toile                                             | Portrait de Prosper (1794-1858) et Denys Benoist (1796-1880), fils de l'artiste Salon de 1806, no 20 (Deux jeunes enfans — Ils viennent de se baigner, et regardent un nid d'oiseaux que l'un d'eux a trouvé. Œuvre en relation : copie, huile sur toile, 129 × 96 cm, collection privée | Collection privée                                                                  | Reuter, no 50                                                      |
|       | Le Sommeil de l'Enfance et celui de la Vieillesse                                       | 1806                          | Huile sur toile 118 × 89 cm                                 | Salon de 1806, no 21 | Collection privée                                                                  | Reuter, no 51                                                      |
|       | Portrait d'une dame                                                                     | 1806 (vers)                   |                                                             | Description : Portrait d’une dame en noir avec un châle rouge brique. Salon de 1806, no 22 | Inconnu                                                                            | Reuter, no 52                                                      |
|       | Portrait de Jean-Louis Brousse-Desfaucherets                                            | 1806                          | huile sur toile 116,5 × 89 cm                               | Salon de 1806, no 23 (Portrait d'homme) ; la critique contemporaine identifie unanimement l'homme représenté comme « l'auteur du Mariage Secret ». Vente aux enchères, Brest, Thierry-Lannon & Associés, 10 avril 2025 | Collection privée                                                                  | Reuter, no 53 Ballot, p. 164, 174, 242, 250 Turquin (lien archivé) |
|       | Portrait de Madame Lacroix-Saint-Pierre                                                 | 1806 (vers)                   |                                                             | Portrait probable de Bonne-Émilie Poissalolle de Nanteuil (1794-1869), épouse (1813) de Louis-Antoine-François Lacroix-Saint-Pierre, secrétaire général du ministère de l'intérieur sous son cousin Montalivet. Conservé en 1914 dans la famille du modèle chez Mme et M. Couperie au château de La Beyrie, à Cudos, près de Bazas. | Inconnu                                                                            | Reuter, no 54 Ballot, p. 173-174, 250                              |
|       | Portrait d'Éléonore                                                                     | 1807                          |                                                             | Le modèle est la femme de chambre de Félicité de Jully, née Benoist, belle-sœur de l'artiste. | Inconnu                                                                            | Reuter, no 55                                                      |
|       | Portrait de Félix Lepeletier                                                            | 1807                          |                                                             | Portrait en pied commandé par le modèle. Légué par celui-ci à « Madame veuve Raincey ». | Inconnu                                                                            | Reuter, no 56                                                      |
|       | Portrait de Michel Étienne Le Peletier de Saint-Fargeau (1736-1778)                     | 1807                          | Huile sur toile 215 × 129 cm                                | Portrait en pied rétrospectif, commandé à l'artiste par le fils du modèle, Félix Lepeletier. Légué par celui-ci à « Madame veuve Raincey ». Collection Boisgelin ; par descendance collection Pozzo di Borgo, château de Dangu. Vente aux enchères, Fontainebleau, Osenat, 9 décembre 2018, lot 217 (non vendu). | Collection privée                                                                  | Reuter, no 57                                                      |
|       |                                                                                         |                               |                                                             | |                                                                                    |                                                                    |
|       | Portrait de Raphaël de Casabianca                                                       | 1807                          | huile sur toile 216 × 147 cm                                | | Musée d'art et d'histoire Baron-Gérard P0275                                       | Reuter, no 58 Joconde                                              |
|       |                                                                                         |                               |                                                             | |                                                                                    |                                                                    |
|       | Portrait de l'empereur Napoléon                                                         | 1807                          | huile sur toile 243 × 213 cm env. (avec cadre)              | Destiné à la ville de Brest. Inauguré en grande pompe le 11 octobre 1807 dans la salle des séances du conseil municipal de Brest. Louis Joseph Saint-Amans composa pour l'occasion une cantate. René de Chazet dédia des vers à l'artiste. | Inconnu                                                                            | Reuter, no 59                                                      |
|       | Portrait de l'empereur Napoléon                                                         | 1807-1808                     |                                                             | Commande d'État à l'artiste en décembre 1807. Don de l'empereur à la ville du Mans pour la salle des séances du Conseil général de la Sarthe. Payé 3 000 francs à l'artiste en avril 1808 et livré au Mans en août suivant. | Inconnu                                                                            | Reuter, no 60                                                      |
|       | Portrait du docteur Franz Joseph Gall                                                   | 1807-1808                     | huile sur toile 120 × 90 cm                                 | Demeuré dans la descendance de l'artiste. Propriété de Denys Cochin, puis en 1913-1914 de la comtesse de Quincey à Neuilly. Salon de 1808 (hors livret); Exposition rétrospective féminine, Paris, Lyceum, 1908 (no 1); Exposition David et ses élèves, Paris, 1913 (no 71). Oeuvre en relation : Le Dr Gall, aquatinte par Edme Jean Ruhierre, 1839, d'après le tableau original. | Inconnu                                                                            | Reuter, no 61                                                      |
|       |                                                                                         |                               |                                                             | |                                                                                    |                                                                    |
|       | Pauline Bonaparte, princesse Borghese                                                   | 1808                          | huile sur toile 204,5 × 143,3 cm                            | Salon de 1808 (hors livret). | château de Fontainebleau, dépôt du musée national du château de Versailles MV 5140 | Musée Joconde Reuter, no 63                                        |
|       |                                                                                         |                               |                                                             | |                                                                                    |                                                                    |
|       | Portrait de Madame Boselli                                                              | 1809 (vers)                   | Huile sur toile 120 × 93 cm                                 | Portrait de Justine Madeleine Prévost (morte vers 1830), épouse de l'horloger François-Louis Godon, puis de l'homme politique italien Benedetto Boselli | Collection privée                                                                  | Reuter, no 64                                                      |
|       |                                                                                         |                               |                                                             | |                                                                                    |                                                                    |
|       | Napoléon Ier                                                                            | 1809                          | Huile sur toile 244 × 170 cm                                | Commande d'État en 1808. | Musée des Beaux-Arts d'Angers MBA J 188 (J1881)P                                   | Musée Reuter, no 65                                                |
|       |                                                                                         |                               |                                                             | |                                                                                    |                                                                    |
|       |                                                                                         |                               |                                                             | |                                                                                    |                                                                    |
|       |                                                                                         |                               |                                                             | |                                                                                    |                                                                    |
|       | Napoléone-Elisa Bacciochi                                                               | 1810                          | Huile sur toile 146,7 × 113,7 cm                            | Commandé à l'artiste en 1810 par Élisa Bonaparte, mère du sujet, alors qu'elle était venue assister au mariage de son frère Napoléon avec Marie-Louise d'Autriche. Salon de 1810, no 34 (Portrait en pied de S. A. la duchesse Napoléon Elisa, princesse de Piombino, fille de S. A. I. madame la grande duchesse de Toscane) | château de Fontainebleau, dépôt du musée national du château de Versailles MV 6459 | Musée Joconde Reuter, no 66                                        |
|       | La Lecture de la Bible ou les trois âges                                                | 1810                          | Huile sur toile 130 × 98 cm                                 | Salon de 1810, no 35 (Lecture de la Bible) : « Un vieux soldat suisse endort l’enfant de sa fille, pendant que celle-ci lui lit la Bible. » Achat par l'État à l'artiste en 1818 avec le Portrait d'une négresse, la Diseuse de bonne aventure et la Sorcière. | musée de Louviers I. N. 2504, CD 1896-3                                            | Reuter, no 67                                                      |
|       | Portrait de deux petites filles qui regardent une collection de papillons               | 1810                          |                                                             | Salon de 1810, no 36 | Inconnu                                                                            | Reuter, no 68                                                      |
|       |                                                                                         |                               |                                                             | |                                                                                    |                                                                    |
|       |                                                                                         |                               |                                                             | |                                                                                    |                                                                    |
|       | Pierre Jules Soufflot, engagé au 20e régiment de Chasseurs                              | 1810                          |                                                             | Connu uniquement par la reproduction en noir et blanc par héliogravure du tableau original (illustration ci-contre). | Inconnu                                                                            | Non catalogué par Reuter.                                          |
|       |                                                                                         |                               |                                                             | |                                                                                    |                                                                    |
|       | Portrait de l'impératrice Marie-Louise                                                  | 1811 ou 1812                  | Huile sur toile 238,5 × 176,5 cm                            | Probablement Salon de 1812, no 43 : Portrait en pied de S. M. l’Impératrice et Reine | Musée national du château de Fontainebleau F 2449 C                                | Joconde Reuter, no 71                                              |
|       |                                                                                         |                               |                                                             | |                                                                                    |                                                                    |
|       | La Diseuse de bonne aventure                                                            | 1812                          | huile sur toile 195 × 144 cm                                | Réalisé en collaboration avec Pierre-Antoine Mongin, qui peint le paysage et l’architecture. Salon de 1812, no 44 Achat par l'État à l'artiste en 1818 avec le Portrait d'une négresse, la Lecture de la Bible et la Sorcière. Œuvres en relation : - Répétition par Mongin, Salon de 1819, no 847. - Copie dessinée de Jean-Alexandre Allais, Detroit Institute of Arts, 09.1SDR7. | Musée de l'Échevinage de Saintes 1876.2.1B, 2505                                   | Musée Reuter, no 72                                                |
|       |                                                                                         |                               |                                                             | |                                                                                    |                                                                    |
|       | Napoléon en costume du sacre                                                            | 1812                          | huile sur toile 226 × 157 cm                                | Vendu aux enchères, San Francisco, Bonhams, 27 juin 1996, lot 4164 | Inconnu                                                                            | [ 40 ]                                                             |
|       |                                                                                         |                               |                                                             | |                                                                                    |                                                                    |
|       | Autoportrait de Mme Benoist                                                             | 1813 (avant)                  | Miniature circulaire (gouache sur ivoire) diamètre : 6,7 cm | | Musée des Beaux-Arts d'Angers MBA 399                                              | Musée Joconde                                                      |
|       |                                                                                         |                               |                                                             | |                                                                                    |                                                                    |
|       | Portrait de Pierre-Vincent Benoist                                                      | 1817                          |                                                             | Portrait de l'époux de l'artiste. Description : « Ce portrait représente M. Benoist dans son costume de député, la main dans son gilet avec le costume noir à collet orné de fleurs de lis, il se détache sur un fond rouge. » Collection de Thérèse Benoist d'Azy (1858-1940), marquise de l'Espinay, arrière-petite-fille de l'artiste, au château d'Azy en 1914. | Inconnu                                                                            | Reuter, no 74 Ballot, p. 228, 253                                  |
|       | Portrait de Denys Benoist                                                               | 1817                          | huile sur toile ovale 65 × 56 cm (environ)                  | Portrait en buste du fils de l'artiste. Description : « C'est un jeune homme aux cheveux blond cendré, aux yeux bleus, en habit noir à boutons d'or avec un haut faux col et une cravate blanche. » Collection de Thérèse Benoist d'Azy (1858-1940), marquise de l'Espinay, arrière-petite-fille de l'artiste, au château d'Azy en 1914. Oeuvre en relation : une copie conservée par la marquise de l'Espinay à Paris en 1914. | Collection privée                                                                  | Reuter, no 75 Ballot, p. 228, 253                                  |
|       | Portrait de Mme Brud[?]                                                                 | 1817                          |                                                             | Lecture du patronyme incertaine. Attesté par deux lettres de l'artiste des 20 juillet et 23 août 1817. | Inconnu                                                                            | Reuter, no 76                                                      |
|       | La Vierge et l'Enfant Jésus                                                             | 1820-1821                     | huile sur toile 210 × 100 cm                                | Description : « Vêtue d’une robe rose échancrée en rond, d’un voile jaune enroulé autour du bras gauche, d’un manteau bleu, jeté sur l’épaule droite et retombant en longs plis sur les jambes, Marie, cheveux bruns, regarde avec amour l’Enfant Jésus qu’elle tient sur ses genoux et qui est représenté nu, cheveux blonds ras, regardant vers la droite, et prenant de ses deux mains la droite que sa mère lui appuie sur l’épaule. » L'artiste utilise pour modèle sa fille Augustine pour le visage de la Vierge. Commande de l'évêque d'Angers. Mis en place entre 1821 et 1823 dans la chapelle Sainte-Anne (dite aussi du Christ) de la cathédrale Saint-Maurice d'Angers. Encore présent en 1914.                      | Inconnu                                                                            | Reuter, no 77 Ballot, p. 232, 253                                  |
|       | Portrait de Paul Benoist d'Azy                                                          | 1823, juillet                 | pastel                                                      | Portrait du petit-fils de l'artiste. Décrit en 1914 comme « un petit pastel très effacé du bébé ». Collection de Thérèse Benoist d'Azy (1858-1940), marquise de l'Espinay, arrière-petite-fille de l'artiste, au château d'Azy en 1914. | Inconnu                                                                            | Reuter, no 78 Ballot, p. 232, 253 Jeffares, no J.142.051           |

## Attribution
| Image | Titre                       | Date                            | Description physique (technique, dimensions) | Notes | Lieu de conservation                   | Références                                   |
| ----- | --------------------------- | ------------------------------- | -------------------------------------------- | --- | -------------------------------------- | -------------------------------------------- |
|       | Portrait d'une dame         | vers 1799 ?                     | huile sur toile 100,33 × 81,6 cm             | Attribution suggérée par Oppenheimer sur des critères stylistiques, qui propose une identification possible au Portrait de femme présenté au Salon de 1799 no 729, et commentée ainsi par un critique : « cette femme enveloppée d'un schall et qui regarde, elle est peinte à éclipser toute la société que vous lui avez composée. Le pinceau n'a point hesité, ces touches sont aussi justes que vigoureuses et vraies ». | San Diego Museum of Art 1946.5         | Musée Oppenheimer 1996, p. 149 Reuter, no 81 |
|       |                             |                                 |                                              | |                                        |                                              |
|       | Portrait de Madame Grassini | fin XVIIIe ou début XIXe siècle | Huile sur toile 132 × 97 cm                  | Attribution suggérée par son ancien propriétaire Paul Marmottan, qui fit don du tableau au musée de Beaune en 1888. Autre attribution proposée : Élisabeth Vigée Le Brun. | Musée des Beaux-Arts de Beaune 888.3.1 | Reuter, no 29 Joconde ,                      |
|       |                             |                                 |                                              | |                                        |                                              |
|       |                             |                                 |                                              | |                                        |                                              |

## Autres œuvres dans une collection publique
| Image | Titre                           | Date          | Description physique (technique, dimensions)                 | Notes | Lieu de conservation                                      | Références                                          |
| ----- | ------------------------------- | ------------- | ------------------------------------------------------------ | ----- | --------------------------------------------------------- | --------------------------------------------------- |
|       | Cinq bustes d'homme             | 1797, 26 juin | dessin (encre brune, aquarelle, plume) 22 × 34,5 cm          |       | Musée du Louvre, département des arts graphiques RF 43003 | Reuter, no 80 Musée Département des arts graphiques |
|       | Portrait de Mademoiselle Carnot | 1800 (vers)   | dessin circulaire (craie noire sur papier) diamètre : 6,7 cm |       | Fogg Art Museum / Harvard Art Museums 1954.87             | Musée                                               |